# تیم ملی فوتبال زیر ۲۳ سال برزیل
تیم ملی فوتبال زیر ۲۳ سال برزیل (انگلیسی: Brazil national under-23 football team) یا تیم ملی فوتبال المپیک برزیل نمایندهٔ فوتبال کشور برزیل در بازی‌های فوتبال زیر ۲۳ سال و المپیک تابستانی است.
اسامی بازیکنان تیم زیر 23 سال برزیل برای المپیک 2021 توکیو :  دروازبان ها : 1- سانتوس ، 12- برنو ، لوکائو . مدافعین : 13- دنی آلوز ، 3- دیگو کارلوس ، 15- نینو ، 6- گوییلهرمه آرانا ، آبنر وینیسیوس ، 4- ریکاردو گراکا ، برونو فاچس . هافبک ها : 20- کلودینهو ، 18- ماتئوس هنریکوئه ، 5- دوگلاس لوییز ، 8- ب.گوییمارائس ، 2- گابرییل منینو ، 19- رینییر . مهاجمین : 10- ریچارلیسون ، 11- آنتونی ، 9- ماتئوس کونها ، 17- مالکوم ، مارتینلی ، 7- پائولینهو

## افتخارات
- المپیک تابستانی:
  - مدال طلا (۲): ۲۰۱۶، ۲۰۲۰
  - مدال نقره (۳): ۱۹۸۴، ۱۹۸۸، ۲۰۱۲
  - مدال برنز (۲): ۱۹۹۶، ۲۰۰۸
- بازیهای پان امریکن:
  - قهرمانی (۴): ۱۹۶۳، ۱۹۷۵، ۱۹۷۹، ۱۹۸۷
- مسابقات مقدماتی المپیک در آمریکای جنوبی:
  - قهرمانی (۷): ۱۹۶۸، ۱۹۷۱، ۱۹۷۶، ۱۹۸۴، ۱۹۸۷، ۱۹۹۶، ۲۰۰۰